# Andaiye
Andaiye, nacida como Sandra Williams (11 de septiembre de 1942 - 31 de mayo de 2019), fue una activista por los derechos sociales, políticos y de género de Guyana, que ha sido descrita como "una figura transformadora en la lucha política de la región, particularmente de finales de los 70, 80 y 90".
Fue una de las primeras integrantes del ejecutivo de Working People's Alliance (WPA) en Guyana, junto con Walter Rodney, entre otros, y se desempeñó como Coordinadora y Editora, Secretaria Internacional y Secretaria de la Mujer, hasta el año 2000. Miembro fundador de la organización de desarrollo de mujeres Red Thread Guyana en 1986, Andaiye también fue miembro ejecutivo de la Asociación Caribeña para la Investigación y Acción Feminista (CAFRA). Trabajó con la Unidad de Mujeres y Desarrollo de la Universidad de las Indias Occidentales (UWI, por sus siglas en inglés) de 1987 a 1992, y de 1987 a 1996 con CARICOM, donde se desempeñó como referente en la preparación de la Conferencia Mundial sobre la Mujer de 1995 celebrada en Pekín Otros grupos con los que trabajó incluyen Huelga Mundial de las Mujeres, Women's International Network for Wages for Caring Work y Women Against Violence Everywhere (WAVE).

## Biografía
Nació como Sandra Williams en el Hospital de Georgetown, Georgetown, Guayana Británica (ahora Guyana), hija de Hazel (de soltera Carto) y Frank Williams, ambos enfermeros en el momento de su nacimiento; su hermano es Abyssinian Carto. Cuando tenía dos años, su padre se fue a Londres a estudiar medicina, y pronto se le unió su madre, mientras que su hija fue criada por una tía y un tío hasta que regresaron cuando ella tenía ocho o nueve años.
Se educó en la escuela primaria St Sidwell's, Georgetown, y durante un año y medio en Escocia, donde su padre completó sus estudios. A su regreso a Guyana, a los 12 años, asistió a la escuela secundaria Bishops' High School for Girls, y luego a la Universidad de las Indias Occidentales en Mona, Jamaica (1961–64), para estudiar Idiomas y completar una licenciatura con honores en francés y español. Después de seguir sus estudios por un año en Francia, regresó a Guyana en 1965, trabajando posteriormente como maestra de escuela, mientras se involucraba con organizaciones como Ratoon, New World y Movement Against Oppression (MAO).
Cambió su nombre en 1970, adoptando el nombre suajili Andaiye, que significa "una hija llega a casa", En 1971 se fue a Nueva York, empleándose en el Queens College de la  Universidad de la Ciudad de Nueva York, y volviéndose cada vez más activa políticamente. Regresó a vivir a Guyana en enero de 1978, después de haber comenzado a apoyar a la incipiente Alianza del Pueblo Trabajador (WPA, por sus siglas en inglés). Asdaiye dijo en una entrevista de 2003: "Trabajé a tiempo completo con la WPA de 1978 a 1986, luego a tiempo completo con la WPA y Red Thread de 1986 a 1987 sin salario, y luego trabajé a tiempo parcial con la Unidad de Mujeres y Desarrollo (WAND) en Barbados, subiendo ocasionalmente desde mi base en Guyana".
Sobreviviente de cáncer durante 30 años, fue fundadora de la Sociedad de Cáncer de Guyana y del Grupo de Acción de Sobrevivientes de Cáncer. Murió el 31 de mayo de 2019 en el Woodlands Hospital, Carmichael Street, Georgetown, a los 76 años. Considerada "una revolucionaria, que luchó duro para proteger los derechos de los ciudadanos y en particular de las mujeres y los niños", una declaración de la WPA señaló que "hasta el final siguió siendo una soldado comprometida con la causa de la justicia social, los derechos de las mujeres y los niños, la liberación de la clase obrera y la igualdad étnica y racial". Quienes ofrecieron sus condolencias y tributos estuvieron encabezados por el presidente David Granger y el primer ministro Moses Nagamootoo, quien dijo: "Andaiye fue una defensora del pueblo trabajador y una luchadora modelo por el empoderamiento de la mujer. Sería mejor recordada por su lugar en primera línea en la lucha contra el régimen autoritario".
El sábado 8 de junio de 2019 se llevó a cabo una celebración de su vida, en el Centro de Convenciones Arthur Chung, donde los miembros de Red Thread, el Emancipation Support Committee de Trinidad y Tobago, la Huelga Mundial de las Mujeres, Help & Shelter, Alianza del Pueblo Trabajador y muchos otros.

## Premios
En 1997, Andaiye recibió el premio honorífico nacional de Guyana Golden Arrow of Achievement.

## Obra escrita
Andaiye contribuyó con artículos y capítulos a muchas publicaciones, incluida la antología de 2019 New Daughters of Africa.
Hacia el final de su vida, Andaiye trabajó en una colección de escritos sobre crecer en medio de las desigualdades de origen nacional, raza/etnicidad, clase y sexo y cómo esta experiencia moldeó su perspectiva política. Había compilado una colección de sus propios escritos y discursos de más de 50 años de activismo, que Pluto Press publicó póstumamente en abril de 2020 con el título The Point is to Change the World (editado por Alissa Trotz). Todas las ingresos recaudados por este libro son donados a Red Thread, la organización que fundó la propia Andaiye.